# Dorintosh
 (décembre 2021).
Dorintosh est une communauté située dans la province de la Saskatchewan, dans le centre-ouest.